# 1991年バレーボール男子アフリカ選手権
1991年バレーボール男子アフリカ選手権（1991 Men's African Nations Championship）は、1991年にエジプトのカイロで開催された、アフリカバレーボール連盟主催の第8回バレーボールアフリカ選手権男子大会。
出場国は8カ国。アルジェリアが初優勝を飾った。

## 最終結果
| 順位 | 国           |
| ---- | ------------ |
| 1    | アルジェリア |
| 2    | エジプト     |
| 3    | チュニジア   |
| 4    | カメルーン   |
| 5    | ナイジェリア |
| 6    | ガーナ       |
| 7    | ケニア       |
| 8    | ザンビア     |